# Budism tibetan

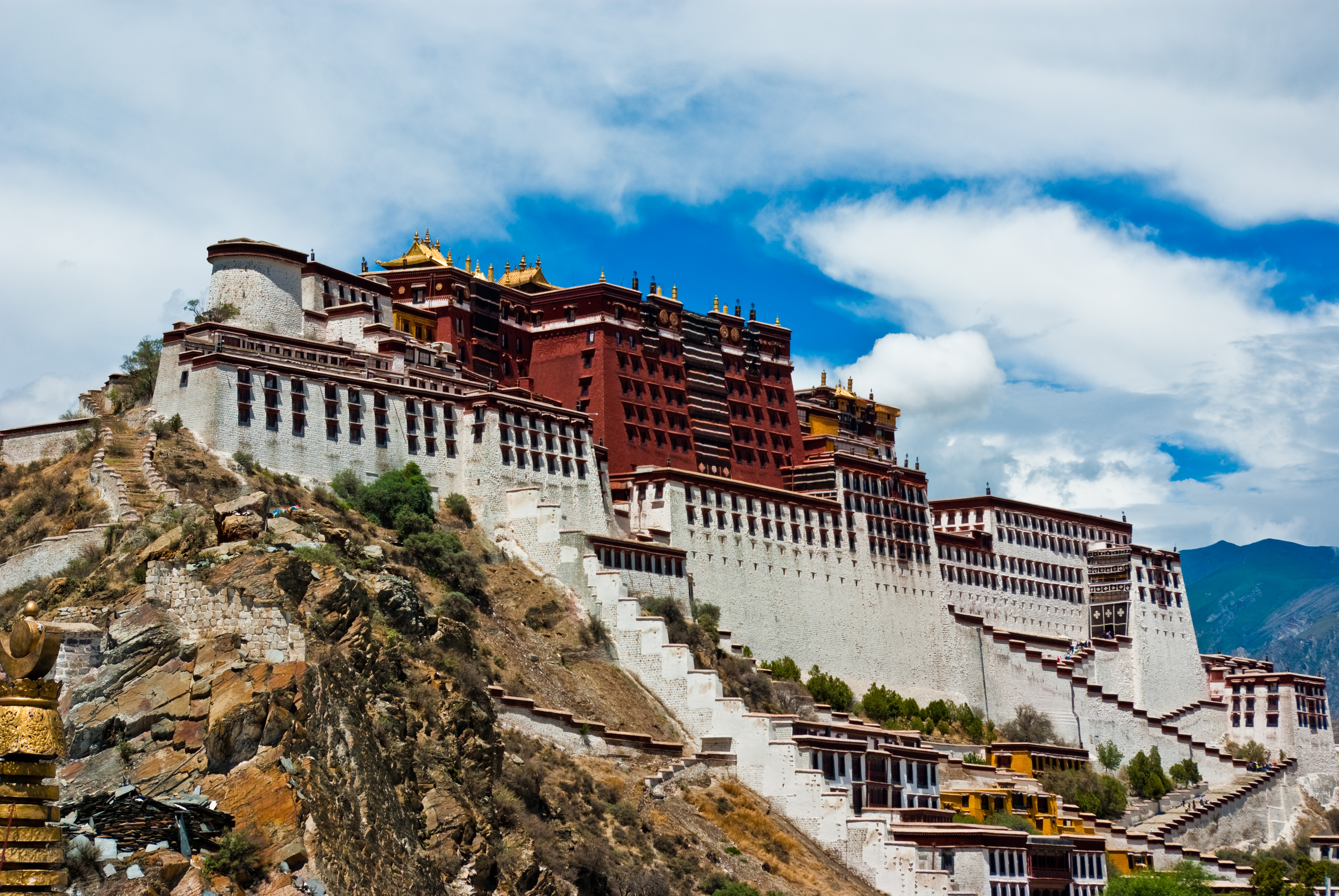
Palatul Potala din Tibet, reședința lui Dalai Lama și loc sacru de pelerinaj al budiștilor tibetani.

Budismul tibetan (numit impropriu și lamaism, după numele acordat gurușilor religioși ai ramurii, acela de "lama") este corpul de doctrină și instituții budiste caracteristic Tibetului și regiunii munților Himalaya. O învățătură complexă și sincretică, axată pe punerea în practică a unor metode valabile pentru fiecare din nivelurile condiției umane: Theravada, Mahayana, Vajrayana (Calea tantrică) și Ati (Dzogcen). Liderul spiritual al budiștilor tibetani este Dalai Lama . Uneori acest tip de budism mai este numit și budism ezoteric sau budism tantric , datorită diverselor ritualuri și ceremonii magice ce țin de Tantra și de alte învățături mistice .
Astăzi, budismul tibetan are mulți adepți în Platoul Tibetan, Bhutan, Mongolia și Calmîchia .